# Sven Markelius

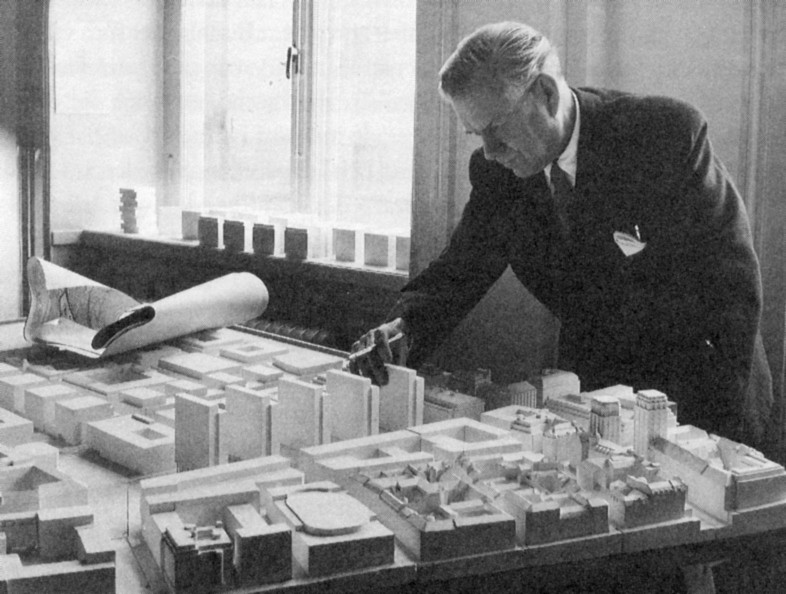
Sven Markelius 1954 mit dem Modell von Nedre Norrmalm.

Sven Gottfrid Markelius (* 25. Oktober 1889 in Stockholm als Sven Jonsson; † 24. Februar 1972, ebenda) war ein schwedischer Architekt. Er zählt zu den bedeutendsten Vertretern der Moderne, die in Schweden Funktionalismus genannt wird.

## Ausbildung
Sven Markelius besuchte zwischen 1910 und 1915 die Technische Hochschule und die Kunstakademie in Stockholm. Später arbeitete er einige Zeit in den Büros der Architekten Ragnar Östberg und Erik Lallerstedt. 1920 öffnete er sein eigenes Büro und 1921 nahm er den Namen Markelius an.

## Leben und Werk
Markelius war schon früh an Gebäude- und Raumplanung interessiert und gehörte 1928 zu den Gründungsmitgliedern des internationalen Kongresses moderner Architektur (Congrès International d’Architecture Moderne). 1927 traf er auf einer Deutschlandreise Walter Gropius und besichtigte die Bauhausschule in Dessau. Gropius’ funktionalistische Ideen beeindruckten Markelius. 1930 war er maßgeblich an der Wohnabteilung auf der Stockholmer Ausstellung 1930 beteiligt, die allgemein als Beginn des schwedischen Funktionalismus angesehen wird. 1931 verfasste er die Schrift Acceptera, zusammen mit u. a. Gunnar Asplund, Gregor Paulsson und Uno Åhrén, ein Manifest für den Funktionalismus in Schweden. Gleichzeitig arbeitete er an seinem ersten großen Werk, der Konzerthalle von Helsingborg, die 1932 eingeweiht wurde.
Von 1944 bis 1954 war Markelius Stadtbaudirektor in Stockholm. Während dieser Zeit plante er die Umgestaltung der Stockholmer City (1946) und die Vororte Björkhagen (1945), Högdalen (1946), Västertorp (1947) und Farsta (1952). Das größte Projekt war der neue Vorort im Nordwesten Stockholms, Vällingby, das er 1947–50 plante und das 1955 eingeweiht wurde und internationale Anerkennung bekam. Markelius entwarf auch eine Reihe von Gebäuden in Stockholm, u. a. Folkets hus 1960, das dritte Hochhaus am Sergels torg 1962 und das Sverigehuset am Kungsträdgården 1968. Wenig bekannt ist, dass Markelius auch in Deutschland tätig war, nämlich als Architekt der 1966 eröffneten Kongresshalle in Gießen, einem markanten Bürgerhaus der Architektur der Nachkriegsmoderne.
1952 wurde er von Schweden entsandt, um dem Rat zur Errichtung des UNO-Hauptquartiers beizustehen. 1962 erhielt er vom königlichen Institut britischer Architekten eine Goldmedaille.

## Bildergalerie

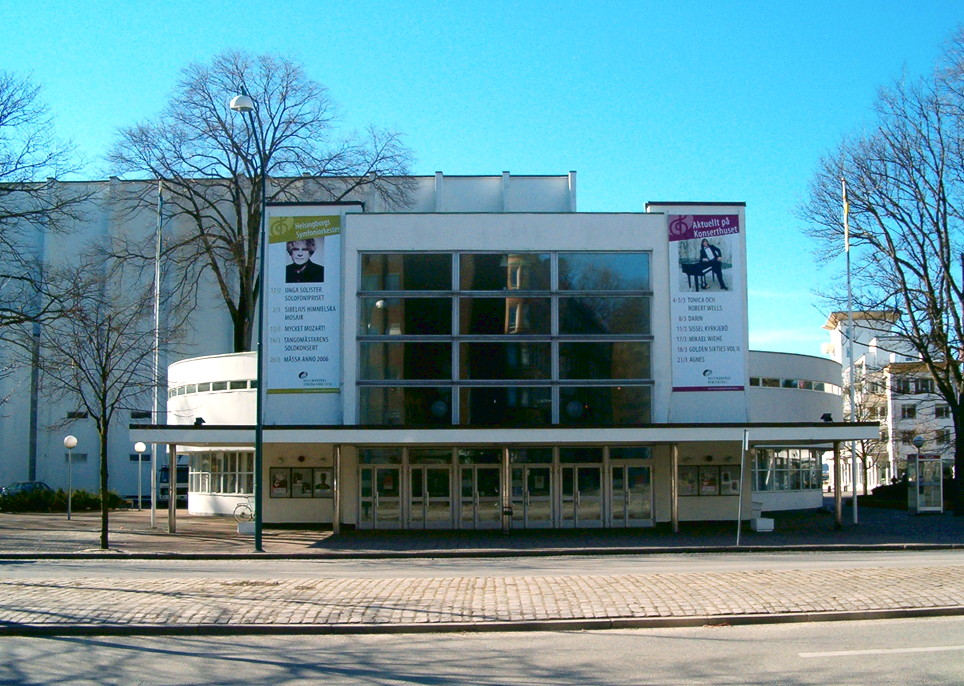
Helsingborgs konserthus
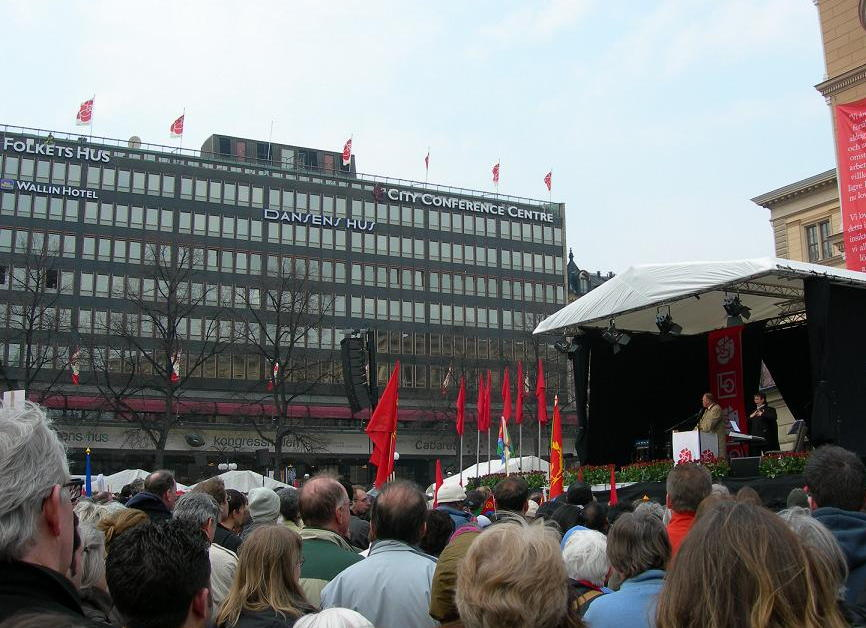
Folkets hus in Stockholm
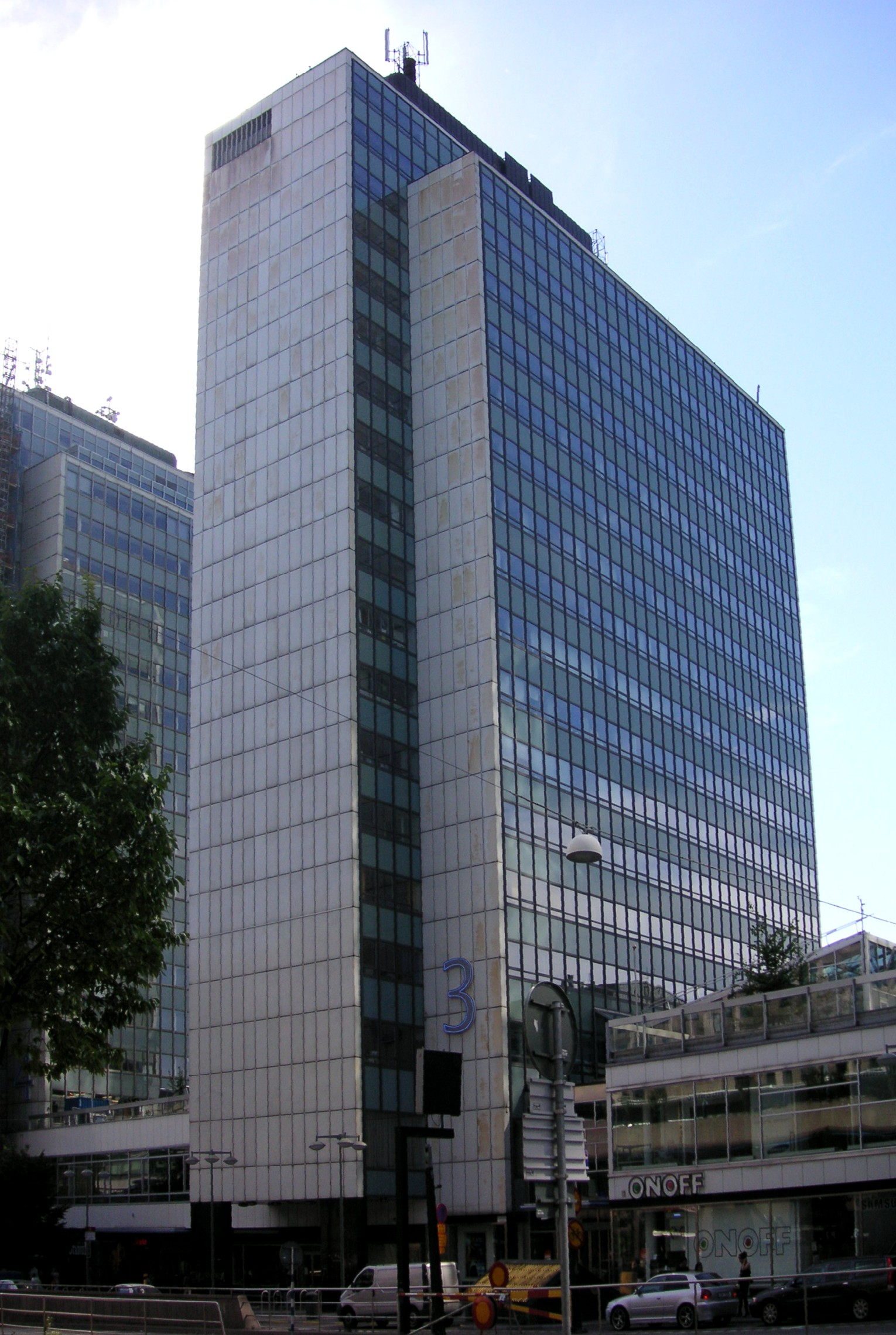
3. Hochhaus in Stockholm
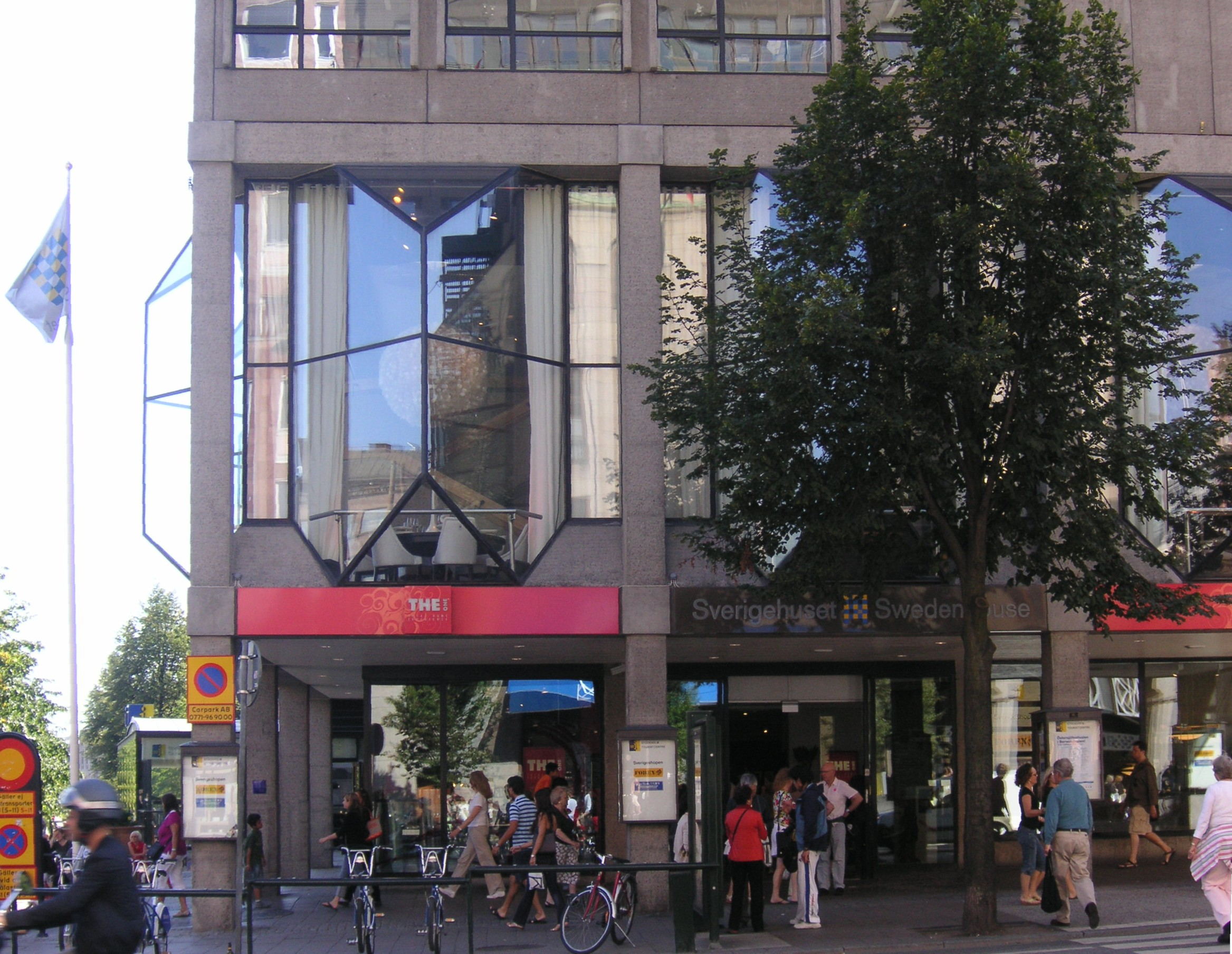
Sverigehuset in Stockholm

## Weitere markante Projekte
- Schwedischer Pavillon zur Weltausstellung in New York, 1939
- Folkets hus, Stockholm, 1945–1960
- Sverigehuset, Stockholm, 1968